# Codex Tro-Cortesianus

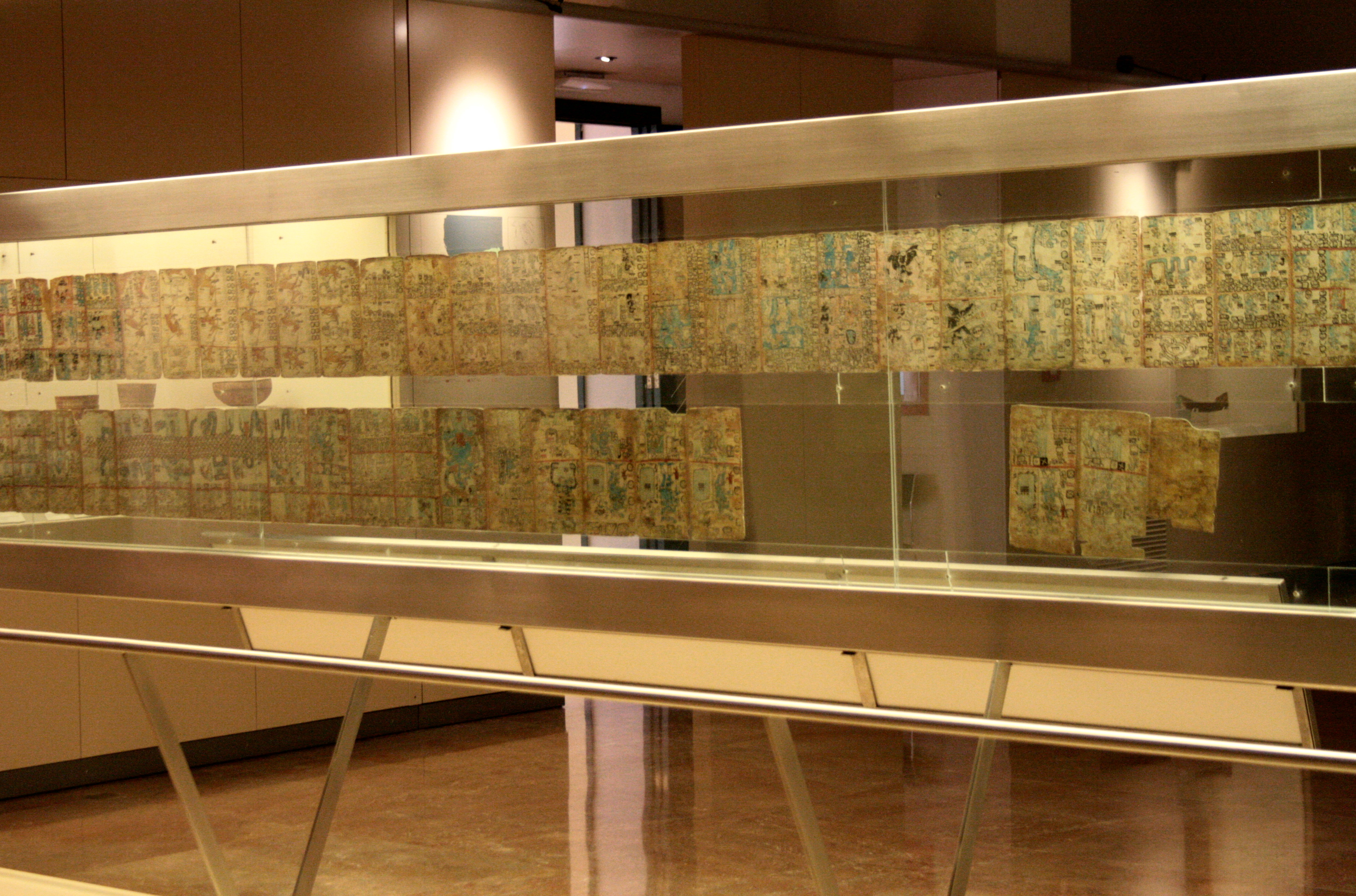
Copie du Codex de Madrid exposée au Museo de América à Madrid.

Le codex Tro-Cortesianus (ou Codex de Madrid) est un codex maya de la région de Campeche (XIIe - XVe siècle). Il est composé de 56 feuillets de papier végétal « amate », pliés en accordéon, de 12,5 cm x 22,6 cm sur une  longueur de 6,82 m. Il est conservé au Museo de América à Madrid.

## Histoire

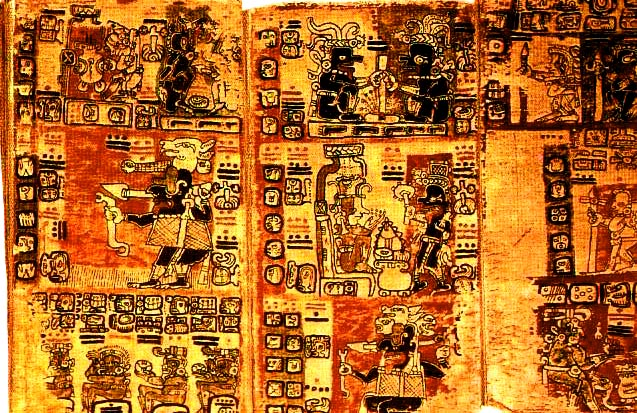
Extrait du codex Tro-Cortesianus.

En 1866, l'érudit français, Charles Étienne Brasseur de Bourbourg, en perpétuelle recherche de documents sur le Mexique préhispanique, se rendit à Madrid et découvrit chez un de ses amis espagnols, le paléographe et collectionneur Don Juan de Tro y Ortolano, un manuscrit qu'il reconnut immédiatement pour un codex maya par sa ressemblance avec les caractères de l' «alphabet maya» de Diego de Landa qu'il avait découvert quelques années plus tôt. Brasseur de Bourbourg l'étudia et le publia trois ans plus tard sous le nom de «Troano» en fusionnant deux syllabes du nom de Juan de Tro y Ortolano. Le fils de Juan de Tro y Ortolano, à la mort de son père, le vendit au Musée archéologique de Madrid. En 1875, le musée fit ensuite l'acquisition auprès du collectionneur madrilène, Juan Ignacio Miró, d'un autre manuscrit, qui avait pourtant déjà été proposé au British Museum et à la bibliothèque Impériale de Paris. On l'appela «Codex Cortesiano» sur les dires que le conquistador Hernan Cortés l'avait ramené du Mexique. En 1880, l'érudit français, Léon de Rosny, l'étudia et arriva à la conclusion qu'il faisait partie du même manuscrit que le Troano dont il avait été séparé dans des circonstances qui ne sont toujours pas élucidées. Les deux parties du manuscrit, une fois réunies, furent appelées «Codex Tro-Cortesiano».

## Description
Le Codex de Madrid est le mieux conservé et le plus long des quatre codex mayas avec ses 112 pages (70 pages pour le codex Troano ajoutées aux 42 pages du codex Cortesianus). Il est composé de 56 feuillets peints sur deux faces. Arrivé au cinquante-sixième feuillet, le scribe a retourné le manuscrit et commencé la page 57 au dos de la page 1. Comme dans le codex de Dresde, les pages sont divisées horizontalement par des traits rouges. Chaque page possède une bordure rouge.

## Curiosités
- D’après la tradition, le codex Cortesianus aurait appartenu au conquistador espagnol Hernán Cortés, vainqueur des Aztèques en 1521.
- Au XVIe siècle, l’évêque espagnol Diego de Landa se vantait d’avoir brûlé « tous les livres de sorcellerie » des Mayas.
- Les hiéroglyphes mayas n’ont pas encore été entièrement déchiffrés. La principale difficulté tient au fait que la même syllabe peut être représentée de différentes manières et un même texte peut avoir jusqu’à quatre sens différents.